# تود بيرن
تود بيرن (بالإنجليزية: Todd Byrne)‏ هو لاعب دوري الرغبي نيوزيلندي، ولد في 16 يوليو 1978 في سيدني في أستراليا.